# Lee Seo-woo
Lee Seo-woo (* 1. März 1633 in Seoul; † 14. Oktober 1709) war ein koreanischer Philosoph, Dichter und Politiker in der Epoche der Joseon-Dynastie, als Korea unter Mandschu-Herrschaft stand. Er war Anhänger der 남인-Partei (≈ Partei der Südmänner). Als Philosoph stand er in der Nachfolge der neokonfuzianischen Denker Heo Mok und Yun Hyu.
Er benutzte die Pseudonyme  Songgok (송곡) und Songpha (송파).

## Werke
- Songpamunjip (송파문집, 松坡文集)
- Gangsa (강사, 康史)
- Jangsanhooji (장산후지, 萇山後誌)
- Dongraeseungramhooji (동래승람서후지, 東萊勝覽書後誌)